# 샤비 프리에토
샤비에르 "샤비" 프리에토 아르가라테(스페인어: Xabier "Xabi" Prieto Argarate, 1983년 8월 29일, 바스크 지방 산 세바스티안 ~ )는 스페인의 전 축구 선수이다. 2003년 10월 26일 CA 오사수나와의 경기에서 프로 데뷔전을 치른 후, 은퇴할 때까지 레알 소시에다드에서만 활약한 원클럽맨이다.

## 같이 보기
- 원클럽맨 명단